# 西日本放送高松ラジオ送信所
西日本放送高松ラジオ送信所（にしにっぽんほうそう たかまつラジオそうしうんじょ）は、香川県高松市木太町にある西日本放送（RNCラジオ）の中波放送送信所である。

## 放送区域
この送信所単独の放送区域（2mV/m）は高松都市圏を中心に東は三本松（東かがわ市）西は丸亀平野の全域におよぶ。ただし、それ以外の地域でもRNCラジオはここを親局にして1955年2月28日に観音寺、1980年7月12日に丸亀、1993年3月25日に白鳥に中継局を設置して同一周波数1449kHzで放送しているため、1449kHzは香川県内のほぼ全域で良好に聴取できる。
また、瀬戸内海のほぼ中部に位置していることから他府県へのスピルオーバー波が比較的良好に聴取できる。県外での可聴範囲（0.25mV/m）は愛媛県東予地方の沿岸部全域、徳島県徳島平野周辺、広島県福山市・尾道市周辺、岡山県南部一帯、兵庫県南部、和歌山県和歌山市周辺、大阪府大阪平野のほぼ全域に及ぶ。そのうち比較的電波の強い地域（2mV/m）は対岸岡山県の岡山平野のほぼ全域やそこから兵庫県明石市までの沿岸部、淡路島の西海岸全域に及ぶ。

## 歴史
元々この土地は1571年に善与法印によって再興された真福寺という寺院があった。この寺院自体は1868年の神仏分離令によって廃寺となっていたが歴代住職の墓は残っていたためにこの送信所建設の際、墓は木太町字本村の旧薬師堂・真福寺別宅に移された。
1953年7月29日、四国新聞社や香川県内の商工会議所などの出資で現在の西日本放送の前身となるラジオ四国設立、演奏所と送信所などの本社機能はここに置かれ、本社分室は高松市天神前60番地1の四国新聞社内に置かれることになる。そして同年8月26日には送信所の建設工事が着工し、9月18日にはラジオ予備免許が交付、その間に工事は進行し同月25日に送信所は竣工、この日から試験電波が発射された。
9月29日に本免許が交付された後、10月1日ラジオ本放送を開始する。開局時のコールサインも変わらずJOKF、周波数は1060kc、出力100Wで、開局アナウンスは木村光夫元アナウンサーであった。
同年12月25日に社名をラジオ香川に変更、3年後の1956年10月1日には社名を西日本放送に再変更し、同時に送信所の出力を1kWに増力。そして1959年10月1日、前年に開始した西日本放送のテレビジョン放送に合わせて建設されていた西日本放送新本社が高松市丸の内に完成、それと同時に演奏所は新本社に移転し、ここには送信所の機能だけが残った。同年11月26日にはラジオ出力が3kWに増力され、12月には設備の自動化による施設の無人化が行われた。
その後、翌年の1960年にかけて電源室の増設や、出力10kWに対応した送信機の設置など送信所全体の改造が行われたが、同年10月に行われた出力の増力では5kWへの増力に留まった。1978年11月23日には周波数が1450kHzから1449kHzに変更されている。

## 施設
敷地面積9,930m2、局舎面積は662m2で、アンテナは高さ67mの頂冠付円管鉄柱である。同じ高松市内にあるNHK松縄ラジオ放送所と違い、支線が全て敷地内に収まっている。場所は高松市木太町の旧空港通り沿いの住宅密集地に位置しており、その敷地内にはテニスコートがあるが、2009年現在使用された形跡はなく荒れ果てている。

## AMラジオ放送放送設備
- 所在地：香川県高松市木太町（2区）字本村1297番地

| 周波数  | 放送局名      | コールサイン | 空中線電力 | 放送対象地域 | 放送区域内世帯数 | 開局年月日    |
| ------- | ------------- | ------------ | ---------- | ------------ | ---------------- | ------------- |
| 1449kHz | RNC西日本放送 | JOKF         | 5kW        | 香川県       | 約-万世帯        | 1953年10月1日 |

## その他
- RNCラジオは、1997年までNRNシングルネット局であった。対岸のRSKラジオが同時期までJRNシングルネットで相互に補完されていたが、ラジオ公式エリアは香川県のみであり、かつ出力は5kWのままであるため、（TVのみを公式エリアとする）対岸の岡山県で当局のラジオ放送が受信可能なのは岡山南部の地域のみである。